# 슈쿠바

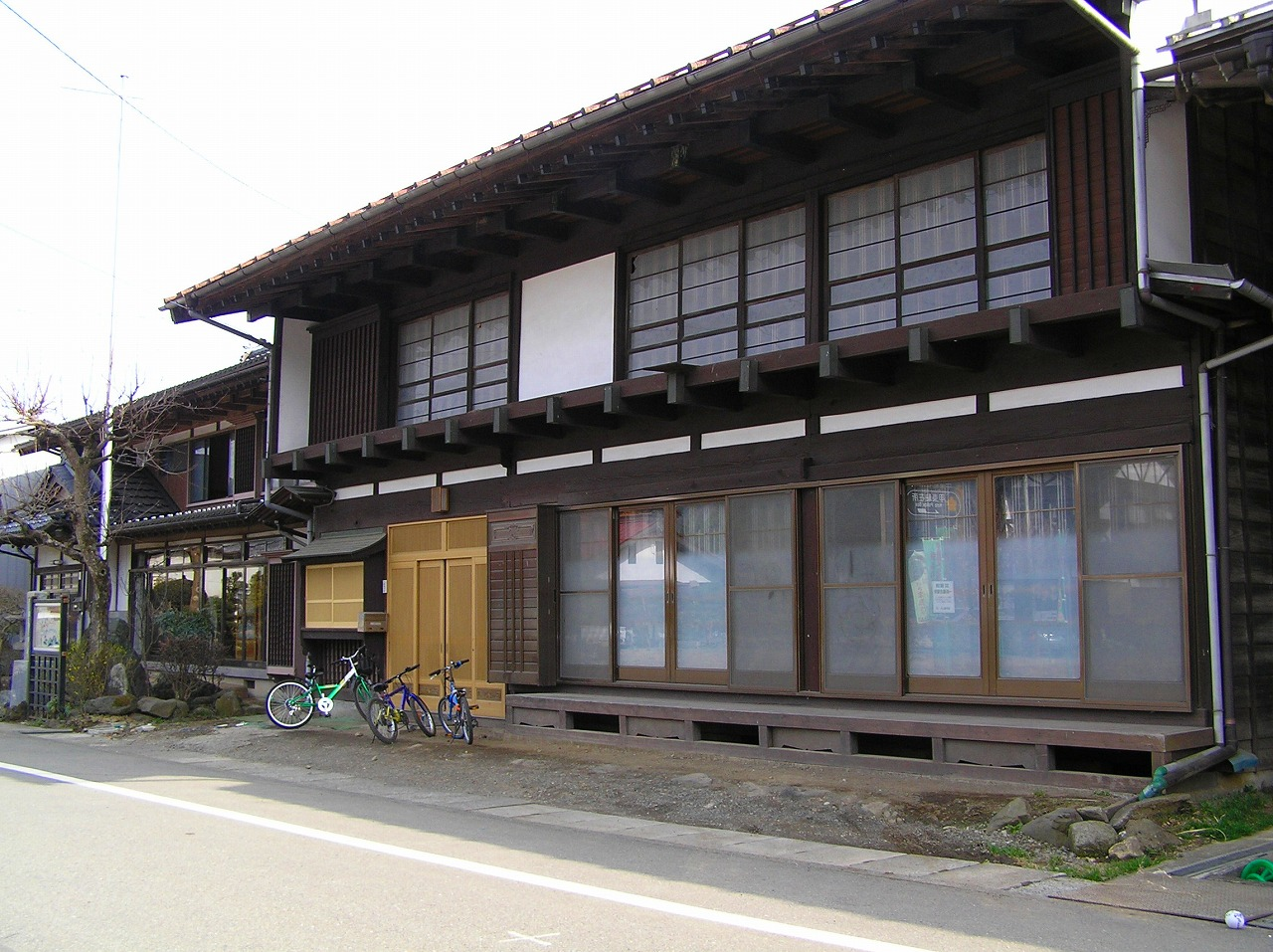
고슈카이도의 노다지리 숙

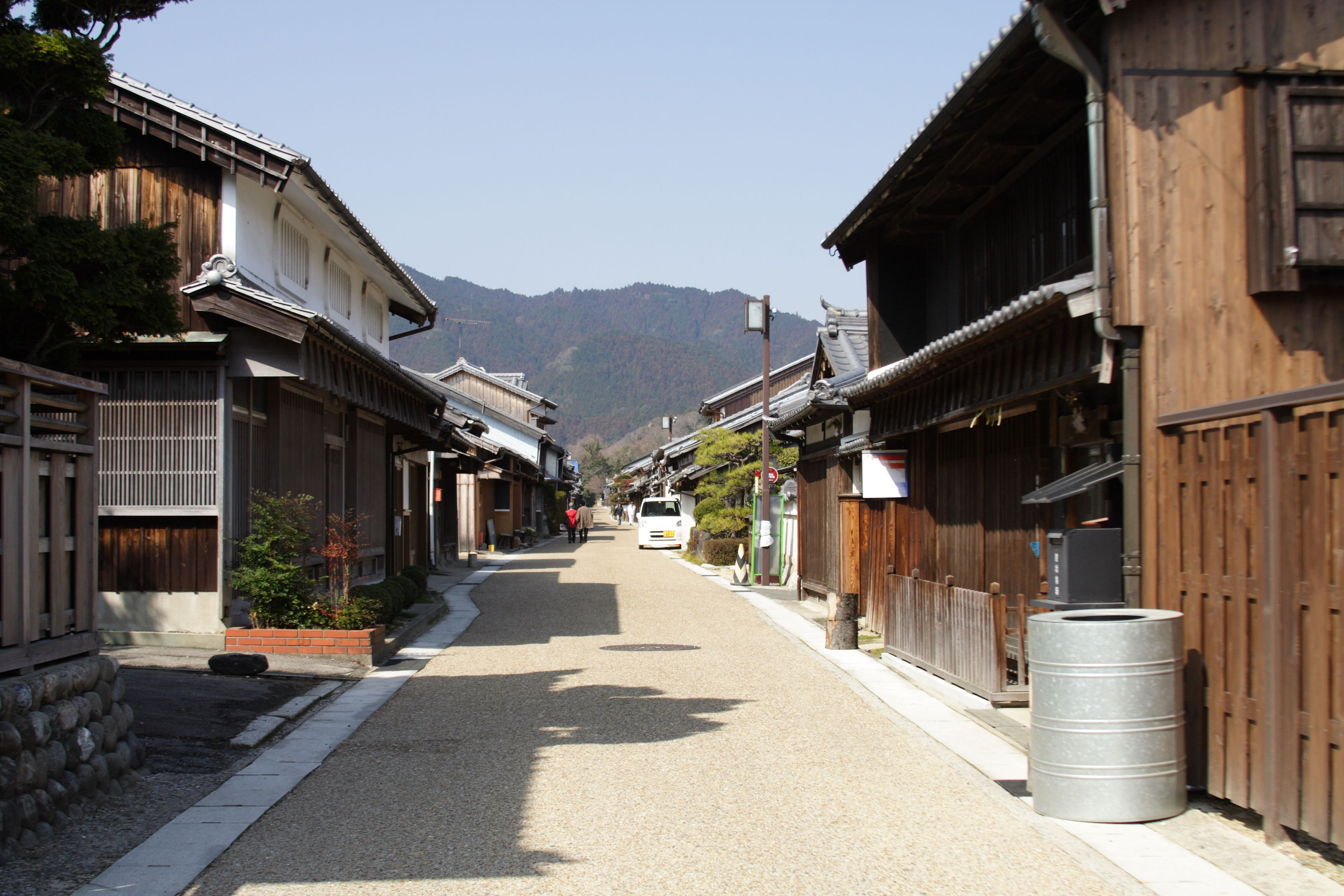
도카이도의 세키 숙

슈쿠바(宿場)는 일본 에도 시대의 역참으로 일반적으로 고카이도의 하나에 위치한다. 이들은 또한 슈쿠에키(宿駅)이라고도 불린다. 이들 역참은 일본을 여행하는 여행객들이 머무는 장소이다.

## 역사
이들 슈쿠에키는 세키가하라 전투 후에 도쿠가와 이에야스에 의해 처음으로 설립되었다. 첫 역참은 도카이도를 따라 개발되었으며 이후 나카센도와 다른 가도를 따라 세워졌다. 에도의 시나가와주쿠부터 오미국의 오쓰주쿠에 이르는 도카이도 53역참의 첫 역참이 1601년에 설립되었다. 모든 역참이 동시에 세워진 것은 아니며 1624년에 마지막 역참이 세워졌다.
슈쿠바의 숙박 시설은 관리들이 사용하기 위해 설립되었다. 역참의 돈야바, 혼진은 모두 관리들이 묵는 곳이었다. 역참의 소유주들이 역참으로 이윤을 얻기는 어려웠지만 쇼군은 쌀 보관과 간단한 자금 대출을 허가하는 등 다양한 혜택을 주어 이들이 그것을 계속 유지케 하였다. 하타고, 소매점, 찻집 등이 일반 여행객들을 대상으로 이윤을 얻기 위해 설계되었다. 아이노슈쿠는 비공식 역참으로 이들과 같은 시설을 갖고 있었다.
대체적으로 메이지 시대 이후 철도 수송이 보급되면서 이들 역참을 방문하는 여행객 수는 감소하였고 점차 쇠퇴해갔다.

## 슈쿠바의 시설들
- 돈야바(問屋場) : 역참을 관리를 위한 관청이자 언제나 부릴 수 있는 심부름 꾼과 말을 갖추어 놓은 곳이었다.
- 혼진(本陣) : 사무라이와 귀족들이 사용하는 숙박 시설이었다.
- 와키혼진(脇本陣) : 이들 역시 사무라이와 귀족들을 위한 숙박 시설이나 만약에 비어 있을 경우 일반 여행객들도 사용할 수 있었다.
- 하타고(旅籠) : 일반 여행객들을 위한 숙박 시설과 음식을 제공하는 곳이었다.
- 기친야도(木賃宿) : 역시 일반 여행객들을 위한 숙박 시설이었으나 음식은 제공하지 않았다.
- 자야(茶屋) : 여행객들에게 차와 음식, 술을 판매하던 곳이었다.
- 고사쓰(高札) : 쇼군의 포고령을 걸어놓은 게시판이었다.

## 같이 보기
- 고카이도
- 아이노슈쿠
- 도카이도 오십삼차
- 여관
- 캐러밴서라이
- 고카이도